# Бэйгуань
Бэйгуа́нь (кит. упр. 北关, пиньинь Běiguān, буквально: «Северная застава») — район городского подчинения городского округа Аньян провинции Хэнань (КНР).

## История
Исторически эти места входили в состав уезда Аньян. При империи Северная Чжоу в ходе кампании против мятежного генерала Юйчи Цзюна чэнсян Ян Гуань в 580 году сжёг Ечэн, после чего сюда были вынуждены перебраться власти уезда Есянь, округа Вэйцзюнь и области Сянчжоу. Город получил название Синьечэн (新邺城, «Новый Ечэн») и стал развиваться как политический, экономический и культурный центр региона.
В 1949 году урбанизированная часть уезда Аньян была выделена в отдельную административную единицу — город Аньян, который был разделён на четыре района; эти места вошли в состав района № 1. В 1956 году район № 1 был переименован в район Чэчжань (车站区). В 1958 году районы были упразднены и созданы коммуны, но в 1962 году город вновь был разделён на районы. В 1973 году из частей района Вэньфэн и Пригородного района был образован район Бэйгуань.
В 2016 году под юрисдикцию района Бэйгуань была передана значительная территория, до этого входившая в состав уезда Аньян.

## Административное деление
Район делится на 9 уличных комитетов.